# Valéria Novodvórskaia
Valéria Ilínitxna Novodvórskaia, rus: Вале́рия Ильи́нична Новодво́рская, (Barànavitxi, 17 de maig de 1950 – Moscou, 12 de juliol de 2014) fou una política russa liberal. Dissident soviètica, va fundar i presidir el partit Unió Democràtica i va ser membre del consell editorial de la revista The New Times.

## Biografia
Novodvórskaia va ser una membre activa del moviment dissident soviètic des de la seva joventut, i les autoritats soviètiques la van empresonar per primer cop el 1969 per distribuir pamflets que criticaven la invasió soviètica de Txecoslovàquia. Els fullets incloïen un poema seu: "Gràcies al Partit Comunista per la nostra amargor i desesperació, pel nostre silenci vergonyós, gràcies al Partit!" Novodvórskaia llavors només tenia dinou anys. Va ser detinguda i reclosa a Psikhuixka, un hospital psiquiàtric soviètic, amb un diagnòstic d'"esquizofrènia progressiva", així com molts altres dissidents soviètics. A principis de 1990, els membres de l'Associació Psiquiàtrica Independent de Rússia van demostrar que la declaració de la seva malaltia mental era falsa. Va descriure la seva experiència a Psikhuixka en el seu llibre Po tu storonu ottxaiania.

### Carrera política
Novodvórskaia va ser candidata partit liberal radical Unió Democràtica per a les eleccions legislatives de 1993 en un districte de mandat únic com a part del bloc Opció Democràtica de Rússia, i també es va presentar a les eleccions de 1995 en la llista del Partit de Llibertat Econòmica. En cap de dues ocasions va ser escollida ni va ocupar cap càrrec públic.

### Activisme polític
Novodvórskaia es considerava principalment com a política liberal. També de vegades es referí a ella i als seus aliats com a successors de la tradició del Moviment Blanc. Criticà obertament les polítiques governamentals russes, inclosos les guerres txetxenes, les polítiques internes de Vladímir Putin i el suposat renaixement de la propaganda soviètica a Rússia.
En una entrevista amb l'emissora de ràdio russa Ekho Moskví, on discutia sobre de la guerra a Ossètia del Sud de 2008, Novodvórskaia va dir que Xamil Bassàiev era demòcrata quan va donar el seu suport a Borís Ieltsin durant el cop d'estat a la Unió Soviètica i quan el 1997 va participar en el govern d'Aslan Maskhàdov, que l'havia nomenat vicepresident del govern d'Itxkèria. Segons Novodvórskaia, van ser les polítiques governamentals russes a Txetxènia les responsables de convertir Bassàiev en un terrorista. Com a resposta, Aleksei Venediktov, editor en cap d'Ekho Moskví, va retirar la gravació i la transcripció del lloc web de l'emissora. Per aquest motiu, Venediktov va rebre acusacions de censura i difamació, i es va insinuar que la decisió de retirar l'entrevista podria haver estat causa de Gazprom, una empresa de propietat estatal i accionista controlador d'Ekho Moskví. Venediktov va afirmar va ser la seva pròpia decisió i va confirmar que Novodvórskaia va ser prohibida a l'emissora fins al final de 2008.
Valéria Novodvórskaia va al·legar que el fet que s'inclogués una escena on explotava l'avió de Lech Kaczyński en un fals documental de la televisió georgiana el març de 2010 era una evidència de la complicitat de l'Estat rus amb la mort del president polonès en un accident aeri el 10 d'abril de 2010 a l'óblast de Smolensk.
El 12 de juliol de 2014, Novodvórskaia va morir de síndrome de xoc tòxic, sorgit d'un flegmó del peu esquerre.

## Premis i reconeixements
Novodvórskaia va rebre el premi Starovóitova "per la seva contribució en la defensa dels drets humans i l'enfortiment de la democràcia a Rússia". L'activista va afirmar en la cerimònia del premi que "no estem en oposició, sinó en confrontació amb el règim actual".

## Obra publicada
Valéria Novodvórskaia va publicar cinc llibres en rus a més dels seus articles al diari Novi Vzgliad (ISBN 978-5-8159-0893-2).
- Po tu storonu ottxaiania (Novosti, 1993)
- Karfaguen obiazan bit razruixen
- Nad propastiu vo lji
- Prosxanie slavianki (Zakharov, 2009)
- Poeti i tsari (Act, Act Moskva, Kharvest, 2009)